# Gran San Luis (Misuri)
El Gran San Luis (del inglés; Greater St. Louis) es el nombre común del área estadística combinada de Saint Louis-Saint Charles, MO-IL , también conocida como el área metropolitana de San Luis, está centrada alrededor de la ciudad independiente de San Luis.
El Gran San Luis es la
15.ª área metropolitana más poblada de los Estados Unidos (2008), cuenta con una población de 2.779.939 habitantes según el censo de 2010.

## Composición
Componentes del área metropolitana, junto con su población según los resultados del censo 2010:
Una ciudad independiente:
- Saint Louis – 319.294 habitantes

ocho condados ubicados en Misuri:
- Franklin – 101.492 habitantes
- Jefferson – 218.733 habitantes
- Lincoln – 52.566 habitantes
- Saint Charles – 360.485 habitantes
- Saint François – 65.359 habitantes
- Saint Louis – 998.954 habitantes
- Warren – 32.513 habitantes
- Washington – 25.195 habitantes;

y ocho condados ubicados en Illinois, colectivamente conocidos como Metro-East:
- Bond – 17.768 habitantes
- Calhoun – 5.089 habitantes
- Clinton – 37.762 habitantes
- Jersey – 22.985 habitantes
- Macoupin – 47.765 habitantes
- Madison – 269.282 habitantes
- Monroe – 32.957 habitantes
- Saint Clair – 270.056 habitantes